# Occidenchthonius goncalvesi
Espèce
Occidenchthonius goncalvesi est une espèce de pseudoscorpions de la famille des Chthoniidae.

## Distribution
Cette espèce est endémique d'Algarve au Portugal. Elle se rencontre dans les grottes Algarão do Remexido à São Bartolomeu de Messines et Gruta do Vale Telheiro au nord-ouest de Loulé.

## Description
Le mâle holotype mesure 1,33 mm, les mâles mesurent de 1,08 à 1,36 mm et les femelles de 1,64 à 1,86 mm

## Étymologie
Cette espèce est nommée en l'honneur de Fernando José Mendes Gonçalves, professeur agrégé en biologie de l'Université d'Aveiro.

## Publication originale
- Zaragoza & Reboleira, 2018 : Five new hypogean Occidenchthonius (Pseudoscorpiones: Chthoniidae) from Portugal. Journal of Arachnology, vol. 46, no 1, p. 81–103 (texte intégral).